# カリドゥ・シディベ
カリドゥ・シディベ（Kalidou Sidibé, 1999年1月28日 - ）は、フランス・セーヌ＝サン＝ドニ県モントルイユ出身のサッカー選手。EAギャンガン所属。ポジションはミッドフィルダー。

## 経歴

### クラブ
パリ・サンジェルマンやパリFCのユース出身。
2018年10月31日、クープ・ドゥ・ラ・リーグ3回戦のFCロリアン戦でプロデビューを果たした。
2021年8月23日、USクヴィイーへ期限付き移籍した。2022年8月13日に完全移籍となり、2年契約を結んだ。
2023年8月21日、EAギャンガンに3年契約で移籍した。

### 代表
フランス出身で、マリにルーツを持つが、ユースを含め両国の代表に選出されたことはない。